# María Carrasco
María Carrasco Jiménez (Torrecera, Jerez de la Frontera, Cádiz, 15 de julio de 1995), es una cantante, compositora y música española.

## Carrera
En el año 2004, María se presentó al concurso de TVE Veo, veo, interpretando colombianas, donde se alzó con el primer premio. Un año más tarde, María es solicitada por Canal Sur Televisión, para participar en el espacio Menuda Noche.
Tras el impacto mediático de la figura de María Carrasco en televisión, fue solicitada en muchas ciudades de la geografía española, llegando a realizar 2 giras en periodo de verano.
En el 2007 sale a la venta su primer trabajo discográfico Hablando con la Luna un disco repleto de matices andaluces, con influencia de fandangos, bulerías, tangos, colombianas, campanilleros, sevillanas, y su primer sencillo Abuelo. 
A tan solo 3 meses de la salida del disco, María Carrasco se alzó con su primer Disco de Oro por la venta de más de 40.000 copias. 
Tras Hablando Con La Luna, vinieron Soñando Despierta (2008), y Entre Tu y Yo (2009).
En el año 2012 se publica su quinto álbum de estudio,  Pequeño Deseo (2012) publicado por Universal Music. 
3 años después, sale a la luz Misterios De Mi Alma (2015) publicado por La Niña de Torrecera S.L, discográfica, productora y editorial dirigida por María Carrasco.
Durante los años 2015 y 2016, se llevó a cabo la gira Misterios De Mi Alma, con un total de 85 conciertos.
En el año 2017 se empieza a fraguar el sexto álbum de estudio, El Vuelo (2019), disco que vio la luz en abril de 2019, producido por Rubén García, José de Lucía y María Carrasco, bajo el sello de la discográfica y editorial WaxTower, fundada en el mismo año por la propia María Carrasco.

## Discografía
| Año  | Información | Listas | Ventas y certificaciones |
| Año  | Información | ESP    | Ventas y certificaciones |
| ---- | --- | ------ | ------------------------ |
| 2007 | Hablando con la Luna - Primer álbum de Estudio - Lanzado: 12 de enero de 2007 - Formato: CD - Sello: Senador                | 7      | + 40.000                 |
| 2007 | Soñando Despierta - Segundo álbum de Estudio - Lanzado: 10 de diciembre de 2007 - Formato: CD - Sello: Senador              | 49     |                          |
| 2009 | Entre Tu y Yo - Tercer álbum de Estudio - Lanzado: 16 de marzo de 2009 - Formato: CD - Sello: Senador                       |        |                          |
| 2012 | Pequeño Deseo - Cuarto álbum de Estudio - Lanzado: 28 de febrero de 2012 - Formato: CD - Sello: Universal Music             | 35     |                          |
| 2014 | 'Misterios de mi alma' - Quinto álbum de Estudio - Lanzado: 28 de abril de 2014 - Formato: CD - Sello: La Niña de Torrecera |        |                          |
|      | |        |                          |
|      | |        |                          |

|2019
| El Vuelo 
- Sexto álbum de estudio
- Lanzado: 26 de abril de 2019
- Formato: CD
- Sello: WaxTower

2022
inmune al dolor 
8 de abril de 2022
sello air music